# Saint-Laurent-de-Neste
Saint-Laurent-de-Neste (okzitanisch: Sent Laurenç (de Nestés)) ist eine französische Gemeinde mit 960 Einwohnern (Stand: 1. Januar 2022) im Département Hautes-Pyrénées in der Region Okzitanien; sie gehört zum Arrondissement Bagnères-de-Bigorre und zum Kanton La Vallée de la Barousse. Die Einwohner werden Saint-Laurenchais/Saint-Laurenchaises genannt.

## Geografie
Saint-Laurent-de-Neste liegt rund 37 Kilometer südöstlich der Stadt Tarbes an der Grenze zum Département Haute-Garonne. Die Gemeinde besteht aus dem Dorf Saint-Laurent-de-Neste sowie zahlreichen Weilern und Streusiedlungen. Das Dorf Saint-Laurent-de-Neste liegt nördlich der Neste an der Straße D 938. Die Autoroute A64 durchquert den Norden der Gemeinde.
Umgeben wird Saint-Laurent-de-Neste von den Nachbargemeinden Villeneuve-Lécussan (im Département Haute-Garonne) im Norden, Cuguron (im Département Haute-Garonne) im Nordosten, Saint-Paul im Osten, Montégut im Südosten, Nestier im Süden sowie Anères, Tuzaguet und Cantaous im Westen.

## Geschichte
Der Ort tauchte erstmals im Jahr 1281 indirekt als de Sancto Laurencio in Urkunden aus Bonnefont auf. Im Mittelalter lag der Ort innerhalb der Region Nébouzan, die ein Teil der Provinz Gascogne war. Die Gemeinde gehörte von 1793 bis 1801 zum District La Barthe. Zudem lag Saint-Laurent-de-Neste von 1793 bis 2015 im Kanton Saint-Laurent-de-Neste (1801 bis 1870 Kanton Nestier). Die Gemeinde ist seit 1801 dem Arrondissement Bagnères-de-Bigorre zugeteilt. Bis 1962 war der Name der Gemeinde Saint-Laurent. 

## Bevölkerungsentwicklung
| Jahr                       | 1962 | 1968 | 1975 | 1982 | 1990 | 1999 | 2006 | 2014 | 2020 |
| Einwohner                  | 806  | 813  | 930  | 954  | 912  | 839  | 880  | 924  | 955  |
| Quellen: Cassini und INSEE |      |      |      |      |      |      |      |      |      |

## Sehenswürdigkeiten
- Mairie (Rathaus) von Saint-Laurent-de-Neste
- Kirche Saint-Laurent aus dem 19. Jahrhundert in Saint-Laurent-de-Neste
- Kirche Saint-Cœur in Le Boila
- Maison du Savoir, Kulturhaus
- Lavoir (ehemaliges Waschhaus) in Le Boila
- Denkmal für die Gefallenen in Saint-Laurent-de-Neste[1]
- Denkmal für die Gefallenen im Weiler Le Boila[2]
- Stele für die Kämpfer der Résistance
- zahlreiche alte Häuser aus dem 19. Jahrhundert
- ein Wegkreuz an der D817

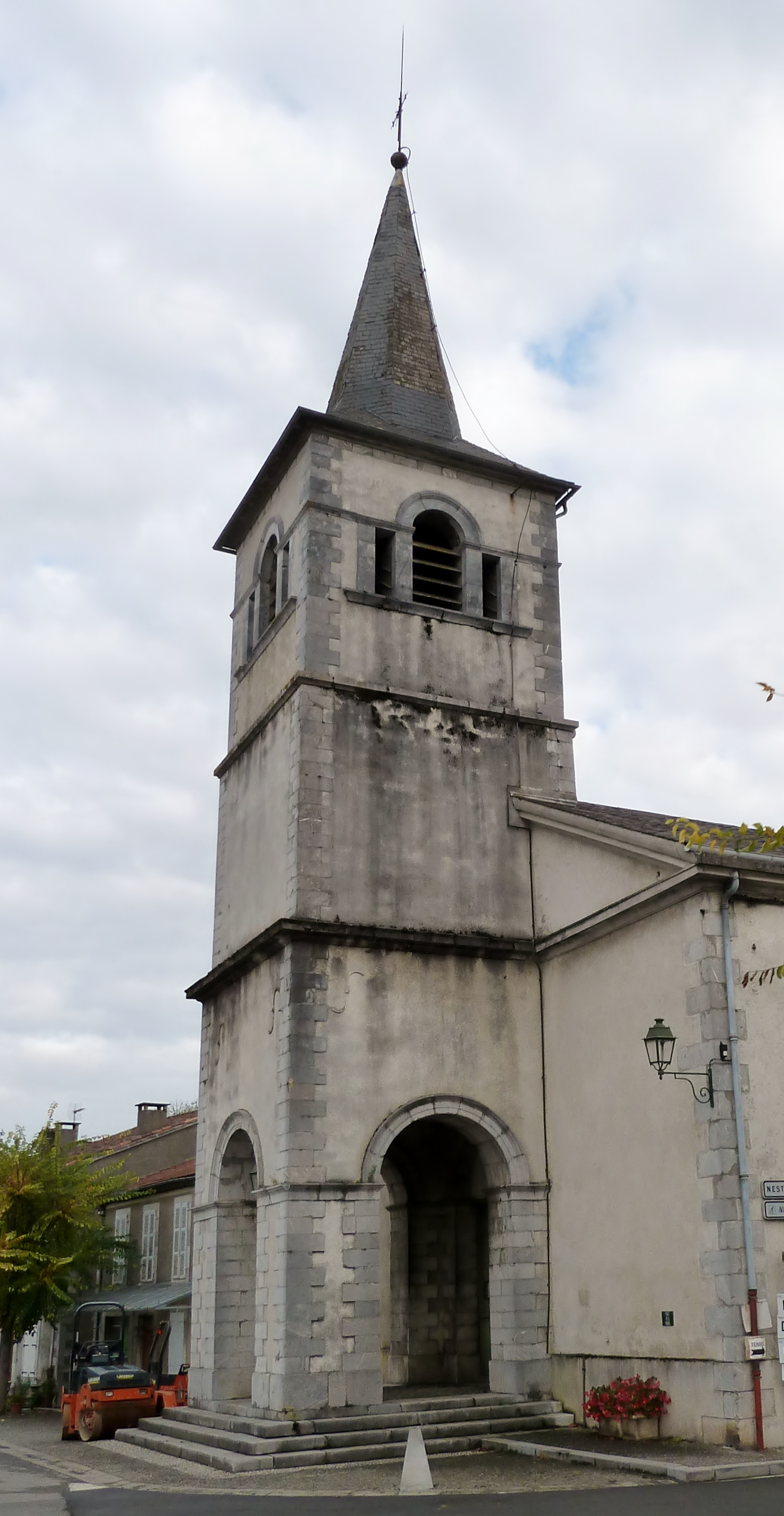
Kirche Saint-Laurent
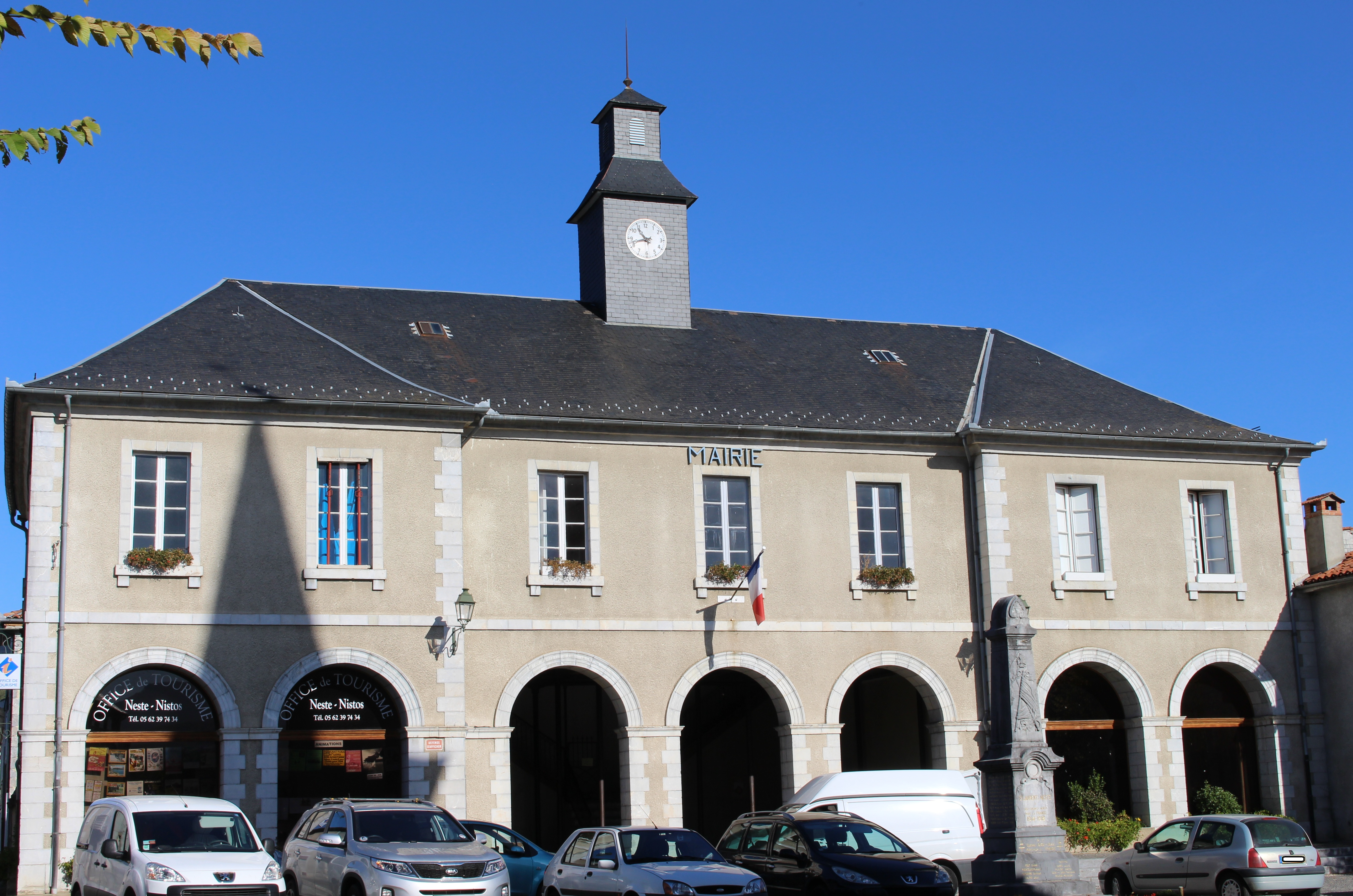
Mairie (Rathaus) von Saint-Laurent-de-Neste
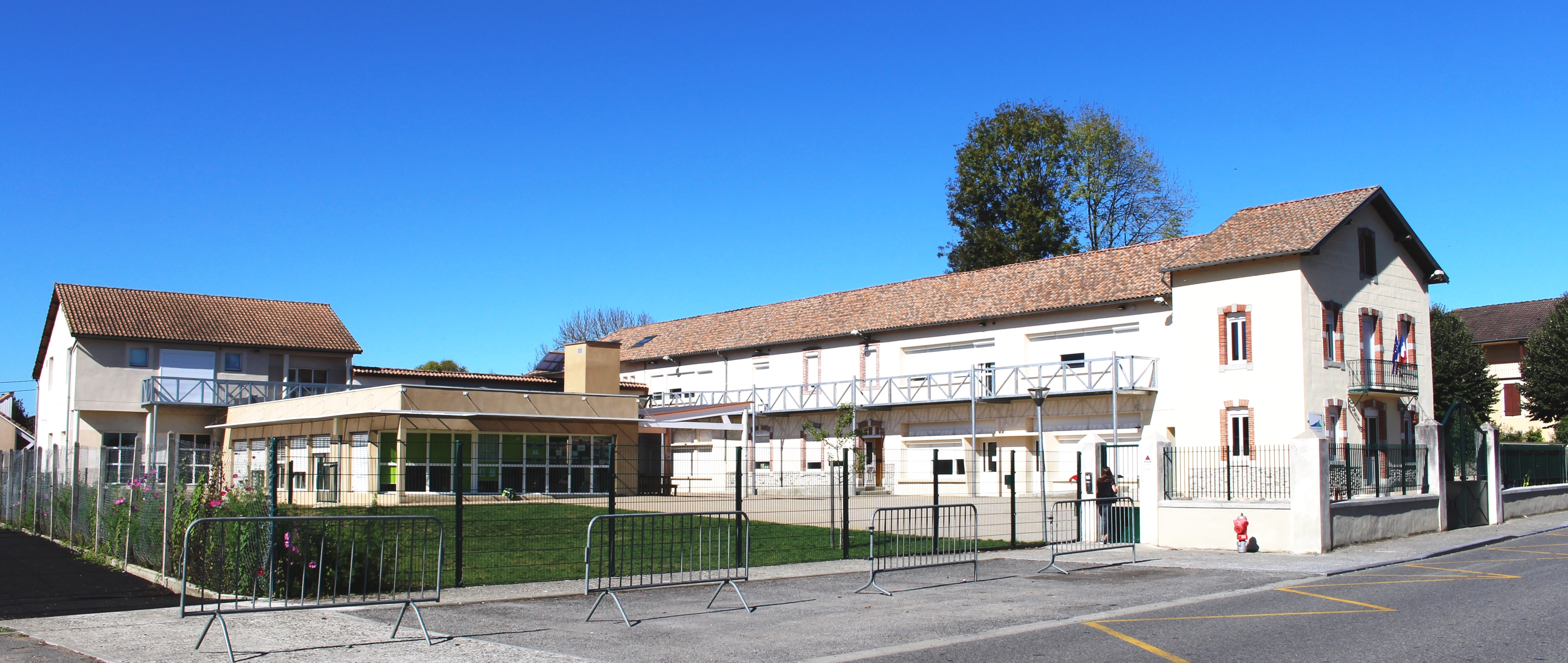
Schule